# HD 29721
HD 29721，又名BD+49 1230，SAO 39702、HR 1493，是一颗恒星，视星等为5.87，位于銀經156.02，銀緯2.62，其B1900.0坐标为赤經4h 35m 45.4s，赤緯+49° 2.62′ 58″。